# Monasterio de Fonte Avellana

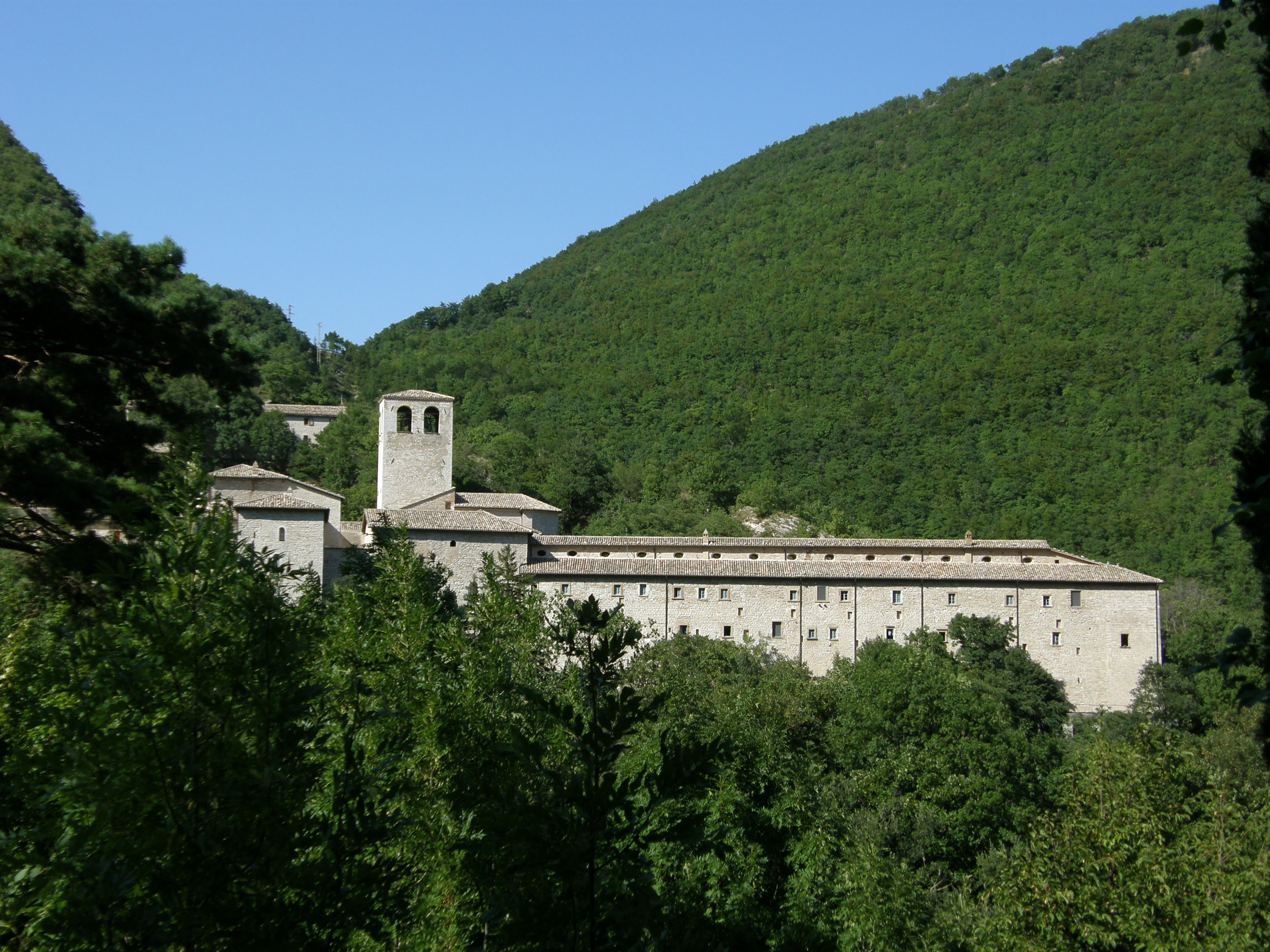
Monasterio Fonte Avellana.

El monasterio de Fonte Avellana (del italiano: Monastero di Fonte Avellana), dedicada a la Santa Cruz, es una monasterio católico italiano que se encuentra en las laderas del monte Catria, en la comuna de Serra Sant'Abbondio, provincia de Pesaro y Urbino, región de Las Marcas.
Construido a finales del primer milenio cristiano, abadía en 1325, la iglesia del monasterio fue elevada a basílica menor el 31 de marzo de 1982 por el papa Juan Pablo II, que la visitó para concluir las celebraciones del milenario.
Inspiró a Dante Alighieri, el cual probablemente fue su huésped, y que mencionó al Monasterio en el canto XXI del Paraíso, en su Divina Comedia. Aquí se dice que murió Guido de Arezzo, inventor de la tetragrama, en el año 1050.